# De Montigny c. Brossard (Succession)
De Montigny c. Brossard (Succession) est un arrêt de principe de la Cour suprême du Canada concernant l'autonomie des dommages-intérêts punitifs par rapport aux dommages-intérêts compensatoires et concernant le remboursement des frais funéraires. Il a été rendu le 10 novembre 2010.

## Contexte factuel et juridique
Dans cette affaire qui date de 2002, Martin Brossard étrangle son ex-conjointe Liliane de Montigny, noie les deux enfants du couple et se suicide. Selon la preuve présentée au procès, Liliane de Montigny est tombée inconsciente à peine quelques secondes après avoir été assaillie par Martin Brossard et elle n’a jamais repris conscience avant de mourir. Quant aux enfants du couple, leur noyade s’est également produite de façon quasi instantanée, selon le juge du procès. Par conséquent, l’indemnisation pour les souffrances n’a pas été accordée aux héritiers des défunts. La Cour d'appel accorde les frais funéraires à la famille de Montigny, mais refuse les dommages-punitifs en se fondant sur l'arrêt Béliveau St-Jacques. La famille de Montigny fait appel en Cour suprême pour obtenir les dommages punitifs. 

## Jugement
Le pourvoi de la famille de Montigny est accueilli en partie. 

### Concernant les dommages-intérêts punitifs
Les juges de la Cour suprême affirment que la Cour d’appel a commis une erreur en donnant une portée trop large à l’opinion majoritaire de Béliveau St-Jacques. Ils estiment que « nier l’autonomie du droit à des dommages-intérêts exemplaires conféré par la Charte en imposant à ceux qui l’invoquent le fardeau supplémentaire de démontrer d’abord qu’ils ont le droit d’exercer un recours dont ils ne veulent, ou ne peuvent pas, nécessairement se prévaloir revient à assujettir la mise en œuvre des droits et libertés que protège la Charte aux règles des recours de droit civil ».

### Concernant les frais funéraires
La Cour d’appel a jugé que les frais funéraires sont effectivement un dommage direct en droit civil. : « Les frais funéraires constituent un poste de réclamation valable appartenant à la succession de la victime, indépendamment de sa santé financière. […] Il y a lieu de se rallier à la théorie soutenue par les auteurs Gardner, Baudouin et Jobin. La disparition des articles 1056 et 2002 C.c.B.C. modifie singulièrement les données du problème […] Il convient de rappeler que la présence de ces deux articles était au fondement même des postulats selon lesquels le recours pour frais funéraires n’appartenait qu’aux seules personnes énumérées à l’article 1056 C.c.B.C. ». La Cour suprême n’a pas relevé d’erreur dans cette partie de la décision de la Cour d’appel.